# Salems kommunvapen

Salems kommun innehåller symboler från den lokala floran och från ett gammalt häradssigill

Salems kommunvapen fastställdes av Kungl. Maj:t år 1954 för den dåvarande landskommunen. 1974 upphörde kommunen och därmed vapnets giltighet, eftersom Salems landskommun uppgick i Botkyrka kommun. Sedan Salems kommun nybildats från och med 1983, med samma gränser som tidigare, kunde vapnet registreras för den nya kommunen år 1983.
Murgrönebladen syftar på ett bestånd av murgröna som finns i Salem och som uppmärksammades redan på 1700-talet, bland annat av Carl von Linné. Fisken kommer från sigillet för Svartlösa härad. En fisk finns också i Botkyrka kommunvapen eftersom det är ett helgonattribut för S:t Botvid, men det är inte säkert att fisken i det gamla sigillet har med helgonet från den närliggande trakten att göra.

## Blasonering
Blasonering: I fält av guld tre gröna murgröneblad, ordnade två och ett, samt därunder en av en vågskura bildad grön stam, belagd med en fisk av guld med röda fenor.